# Kantabrijsko gorovje
Kantabrijsko gorovje (špansko Cordillera Cantábrica) je eden glavnih sistemov gorskih verig v Španiji. Razteza se več kot 300 km po severu Španije, od zahodne meje Pirenejev do Galicijskega masiva v Galiciji, ob obali Biskajskega zaliva. Njihov najbolj vzhodni konec se dotika Iberskega gorovja (Sistema Ibérico).
Te gore so ločena fiziografska pokrajina večje fiziografske enote alpskega sistema.
Kantabrijsko gorovje ponuja široko paleto poti za pohodništvo in številne zahtevne plezalne smeri. Smučanje je mogoče v smučiščih Alto Campoo, Valgrande-Pajares, Fuentes de Invierno, San isidro, Leitariegos in Manzaneda.

## Geografija
Kantabrijsko gorovje se razteza v smeri vzhod-zahod, skoraj vzporedno z morjem, vse do prelaza Leitariegos, in se razteza tudi južno med Leónom in Galicijo. Zahodno mejo verige označuje dolina reke Miño, spodnji Sil, ki se izliva v Miño, in reka Cabrera, majhen pritok reke Sil. Kantabrijsko gorovje doseže svojo jugozahodno mejo na Portugalskem.
Kantabrijsko gorovje je kot celota izjemno po svojih zapleteni razvejanosti, vendar je skoraj povsod, zlasti na vzhodu, mogoče ločiti dve glavni verigi, iz katerih sevajo manjši grebeni in gorski masivi. Ena veriga ali niz grebenov tesno sledi obrisu obale; druga, ki je višja, tvori severno mejo velike planote Kastilije in Leona in se včasih obravnava kot nadaljevanje Pirenejev. V nekaterih delih se obalno območje strmo dviga nad morjem in povsod je tako strmo, da so potoki, ki tečejo proti morju, kratki in hitri.
Spust iz južnega območja na visoko planoto Kastilije je bolj postopen in več velikih rek, zlasti Ebro, izvira in teče proti jugu ali zahodu. Širina Kantabrijske verige z vsemi razvejanostmi se poveča s približno 97 km na vzhodu do približno 185 km na zahodu. Številni vrhovi so visoki nad 1800 m, največje nadmorske višine pa doseže na osrednjih grebenih na mejah Leóna, Asturije, Palencije in Kantabrije. Tu so najvišji vrh Torre de Cerredo (2648 m), Peña Vieja (2615 m), Peña Prieta (2530 m) in Espigüete (2407 m) ); neimenovani vrh v Picos de Europa, h kateremu spada tudi Peña Vieja, se dviga na desnem bregu Selle do višine 2452 m; zahodneje vrhovi Manpodres, Peña Ubiña, Peña Rubia in Cuiña presegajo 2100 m. Očitna značilnost verige, kot na sosednjih gorskih območjih, je število njenih parametrov, izoliranih planot, zaprtih z visokimi gorami ali celo s strmimi stenami skal.
Kantabrijsko gorovje močno loči med »zeleno Španijo« na severu in suho osrednjo planoto Mezeto. Pobočja, obrnjena proti severu, iz Biskajskega zaliva dobijo obilo padavin, medtem ko so južna pobočja v padavinski senci.

## Glavna gorovja
Kantabrijsko gorovje ima tri zelo različne odseke od zahoda proti vzhodu:

### Zahodna
Asturski masiv in njegovo vznožje. Geološko gre za vzhodno podaljšanje Galicijskega masiva s paleozojskimi gubami. Prerežejo ga globoko vzhodno-zahodno usmerjeni kanjoni, kot je dolina reke Cares. Najvišja točka Torre de Cerredo 2648 m.
- Sierra de la Bobia, Pico de la Bobia 1201 m
- Sierra de Tineo, Mulleiroso 1241 m, severno vznožje v bližini Tinea
- Sierra de San Isidro, Campo de La Vaga 1078 m
- Sierra de Eirelo, Pena dos Ladróis 800 m
- Sierra del Sueve, Picu Pienzu 1161 m, severno vznožje zahodno od reke Sella
- Sierra de Cuera, Pico Turbina 1315 m, prednje južno vznožje na vzhodnem koncu Asturije
- Sierra de Quintanal, teče prečno na vzhodni strani reke Narcea
- Druga območja Asturijskega masiva so: Sierra del Aramo, Sierra de Pando, Sierra de Caniellas, Sierra de Rañadoiro, Loma de Parrondo, Sierra de San Mamés, Sierra de Serrantina, Sierra de la Zarza, Sierra de Degaña, Sierra del Acebo, Sierra de Sobia, Cordal de Lena, Sierra de Casomera, Porrones de Moneo in Cordal de Ponga

### Centralna
Glavno gorovje tega območja je visoki Picos de Europa. Sestavljena so iz karbonskega apnenca in laporja. Paramo de Masa in La Lora sta na jugu, ki ga prečka dolina Rudrón.
- Sierra de Covadonga, zahodni Picos de Europa
- Sierra de Dobros, severni Picos de Europa
- Picos de Europa je razdeljen v tri enote ali masive:
  - Cornión Massif na zahodu, Torre Santa 2596 m
  - Urrieles Massif v centru, Torrecerredo 2650 m
  - Ándara Massif ina vzhodu, Morra de Lechugales 2444 m
  - Sierra de Liencres, obalna veriga, drugo severno podnožje
  - Sierra Nedrina[4]
- Gorske verige v Kantabriji, ki so vzhodneje:
  - Fuentes Carrionas Massif, Peña Prieta 2536 m, blizu vzhodnega konca Picos de Europa
  - Sierra Cocón nad Tresvisom
  - Sierra del Escudo de Cabuérniga, severno vznožje sistema, ki je med glavnimi grebeni in morjem[6]
  - Sierra de la Gándara, Peña Cabarga 537 m, spodnje severno vznožje, ki je vzhodneje
  - Montes de Ucieda
  - Alto del Gueto
  - Sierra de la Matanza
  - Sierra de Peña Sagra, Peña Sagra 2046 m
  - Sierra de Peña Labra, Pico Tres Mares 2175 m in Peña Labra 2006 m
  - Sierra del Cordel v Saja in Nansa comarca
  - Sierra del Escudo, med Campoo de Yuso in Luena
  - Sierra de Híjar, vznožje, ki je na visoki planoti na jugovzhodnem koncu osrednje cone
    - Valdecebollas

  - Sierra del Hornijo, Mortillano 1410
  - Sierra de Breñas, vznožje, ki poteka pravokotno na obalo
  - Montes de Pas, Castro Valnera 1707 m na prehodnem območju v Baskijo

### Vzhodna
Baskijsko gorovje na vzhodnem koncu sistema z zelo erodiranimi mezozojskimi gubami in zmernimi višinami:
- Notranja gorovja:
  - Sierra Salbada (Orduña)
  - Mounts of Gasteiz, Kapildui 1177 m
  - Izki
  - Urbasa, Baiza 1183 m
  - Andía, z impresivnim Beriain 1493 m
- Obalna gorovja:
  - Gorbea (Gorbeia) 1481 m
  - Urkiola, Anboto 1331 m
  - Elgea
  - Aizkorri, Aitxuri 1551 m, najvišji vrh v Baskiji
  - Altzania, Aratz 1442 m
  - Aralar, Txindoki 1346 m
  - Druge pomembne gore v bližini morja so Ganekogorta, Oiz, Sollube, Arrate, Kalamua inHernio

## Rastlinstvo in živalstvo
Kantabrijsko gorovje je dom pomembne raznolikosti rastlinskega sveta, pa tudi kantabrijskega rjavega medveda (Ursus arctos pyrenaicus), ki je uvrščen na seznam ogrožih za izumrtje, ki sega od Asturije (območja, kjer je njegova populacija večja) do območij v Léonu, Palenciji in Kantabriji ter kantabrijski divji petelin (T. urogallus cantabricus).
Druge živali, povezane z gorami, so iberski volk (Canis lupus signatus) in kantabrijski gams (Rupicapra pyrenaica parva).
Gozd v Kantabrijskem gorovju na splošno prevladuje navadna bukev (Fagus sylvatica).

## Zavarovana območja
Kantabrijsko gorsko območje vključuje več zavarovanih območij, na primer narodni park Picos de Europa, ki je eden izmed številnih kantabrijskih parkov, vključenih v Unescovo svetovno mrežo biosfernih rezervatov. Nekatera območja so vključena v omrežje Evropske unije Natura 2000 in posebna območja zaščite za ohranjanje divjih ptic.
- Narodni park Picos de Europa
- Naravni rezervat Muniellos
- Fuentes del Narcea, naravni park Degaña e Ibias
- Naravni park Redes
- Naravni park Somiedo
- Zaščiteno krajinsko območje Sierra del Sueve
- Fuentes Carrionas in naravni park Fuente Cobre-Montaña Palentina
- Naravni park Saja-Besaya
- Naravni park Collados del Asón
- Ojo Guareña